# نهر فوربس
نهر فوربس - نيوساوث ويلز
(بالإنجليزية: Forbes River)‏ هو نهر على يقع على نقطة تعتبر وسط الساحل الشمالي لنيو ساوث ويلز في أستراليا. النهر ينبع على بعد حوالي 800 متر إلى الغرب من جبل سبوكس Spokes ثم يتدفقت جنوبا لحوالي 38 كم حتى التقائه مع نهر هاستينغز Hastings بالقرب من منطقة ياراس Yarras.

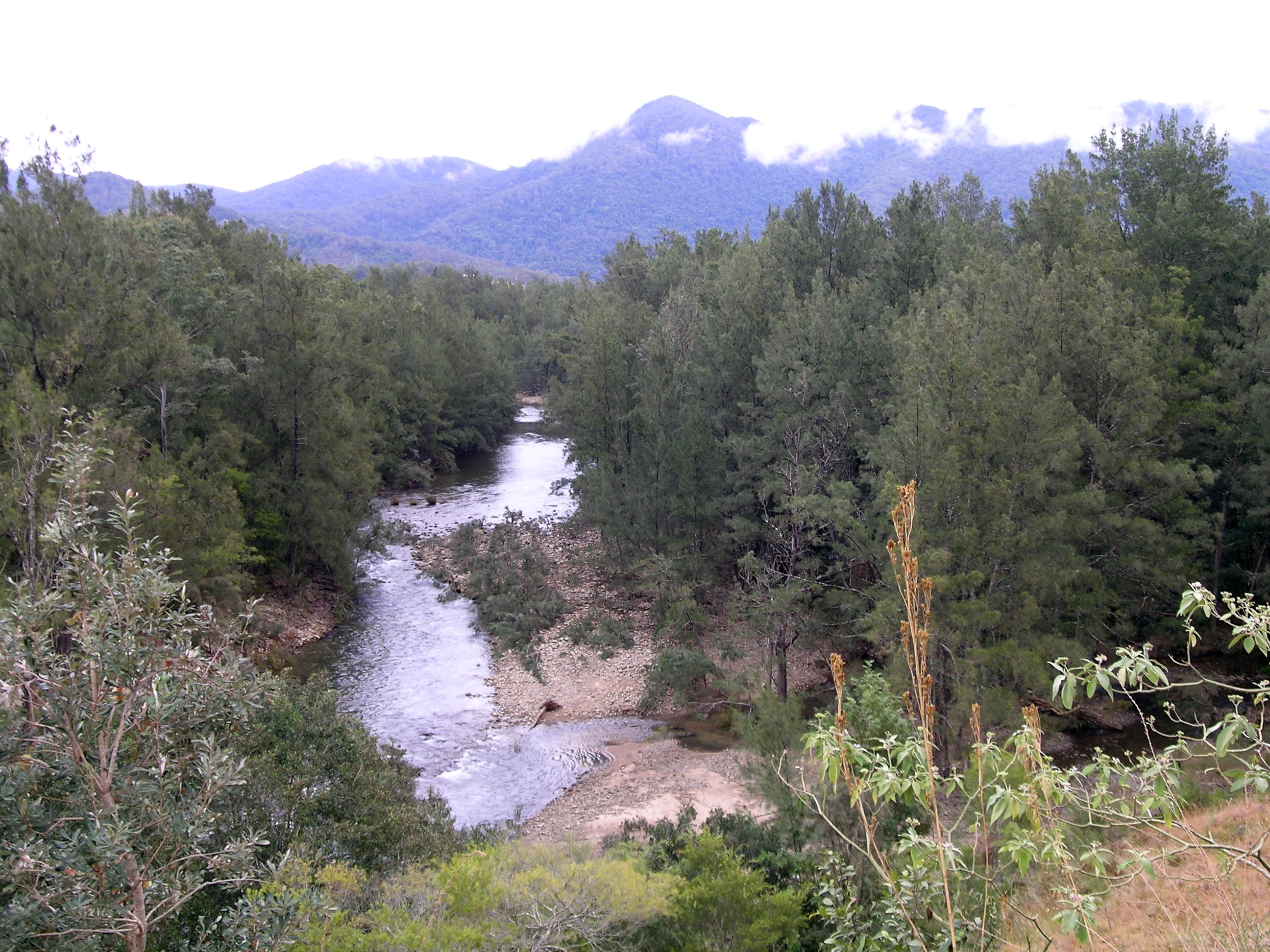
نهر فوربس

سٌمي من قبل مساح النهر أوكسلي جون فوربس تكريما لفرانسيس، الذي أصبح لاحقا أول رئيس للمحكمة العليا في نيو ساوث ويلز.
وكانت المناطق المجاورة لنهر فوربس مصدرا هاما للأخشاب مع وجود العديد من المناشر التي تعمل على طول النهر. في حين كان أسفل المجرى يستعمل لمنتجات الألبان.